# Cañón naval 105 mm SK L/40
El Cañón naval 105 mm SK L/40 fue un cañón naval alemán usado en la Primera y Segunda Guerras Mundiales.

## Descripción
El cañón SK L/40 de 105 mm pesaba 1.555 kilogramos (3.428 libras) y tenía una longitud total de 4,475 m (14 pies 8,2 pulgadas). Utilizaba un diseño de recámara de bloque deslizante horizontal.

## Uso naval
- clase Bremen
- clase Dresden
- clase Gazelle
- clase Iltis
- clase Königsberg
- SMS Cap Trafalgar

## Ejemplos preservados

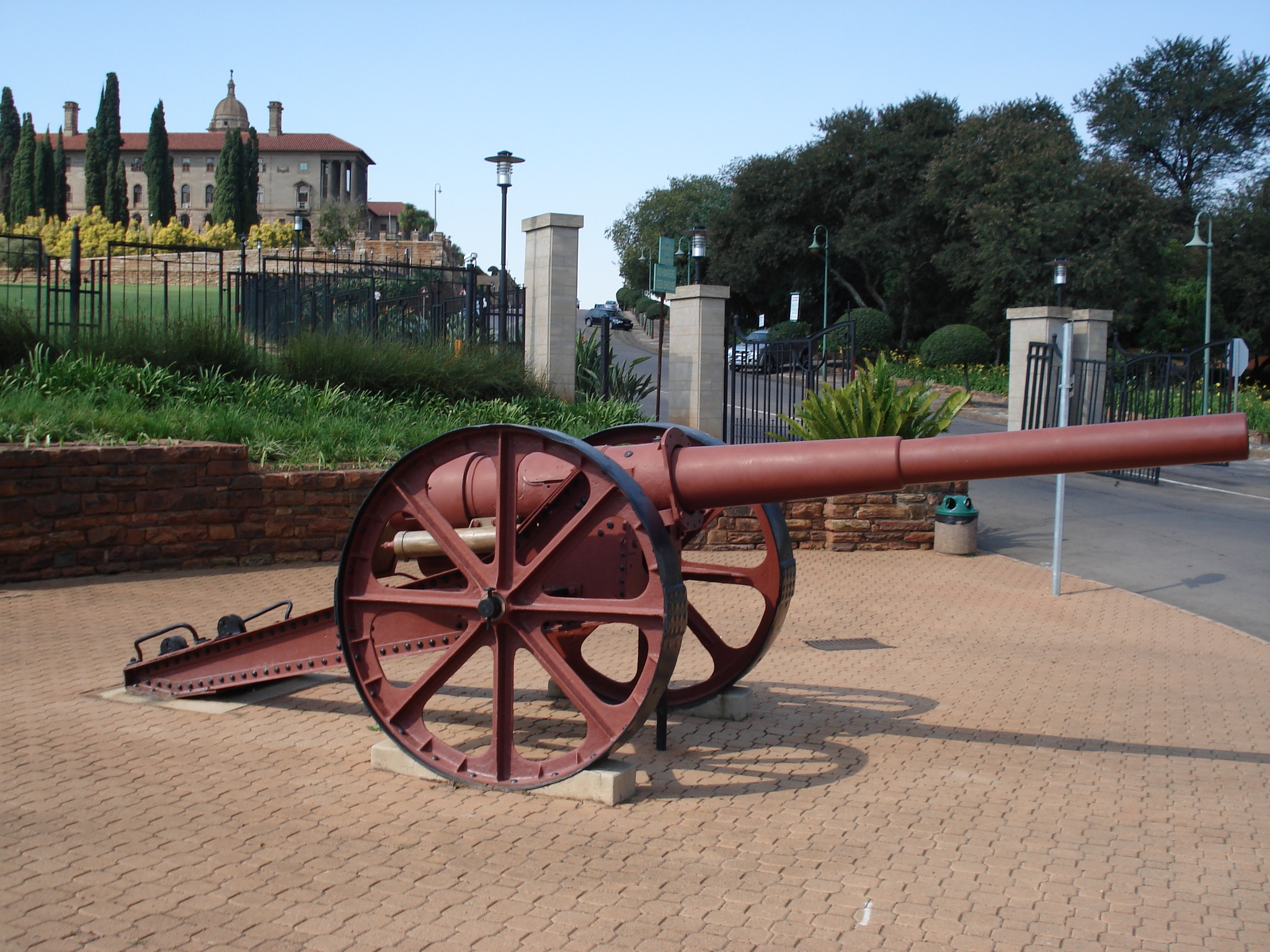
Cañón procedente del SMS Königsberg, el cual se usó como defensa costera en la campaña del África Oriental durante la Primera Guerra Mundial, en el exterior los Edificios de la Unión en Pretoria (Sudáfrica)

- Del Königsberg, que sirvió en la Campaña de África Oriental de la Primera Guerra Mundial:
  - El nº 369L, usado como artillería de campaña, se exhibe frente a los Edificios de la Unión en Pretoria, Sudáfrica.
  - Un segundo cañón, también usado como artillería de campaña, está en exhibición en Fuerte Jesús, Mombasa, Kenia.
  - Un tercero está situado en una isla frente a Jinja, Uganda.
- Del Emden:
  - Se exhibe un cañón en Hyde Park, Sídney, Australia.
  - Un segundo está ubicado en el Centro del Patrimonio de la Marina Real Australiana (Royal Australian Navy Heritage Centre) en HMAS Kuttabul, la principal base naval de Sídney.
  - Un tercero está en exhibición en el Memorial de Guerra Australiano en Canberra.
- Del Hilfskreuzer (crucero auxiliar) Prinz Eitel Friedrich:
  - Se exhibe un arma en el  Memorial Park de Cambridge (Nueva York), Estados Unidos.[3]